# نهر طرنت
طرنت أو ترونتو يبلغ 115 كيلومتر (71 ميل)  نهر إيطالي طويل ينشأ في منت لاغة وينتهي في بحر البنادقة في بُرت دِيَسكُلة سان بينيديتو ديل ترونتو . يجتاز مناطق لاتسيو وماركي وأبروتسو في إيطاليا.
ذكره الادريسي: "وكذلك من وادي بشكار إلى وادي طرنت ويروى ترنت ستة وثلاثون ميلا ووادي طرنت نهر كبير وعليه على بعد من البحر مدينة ترنت."